# Alberto Arévalo
Alberto Arévalo Alcón (Madrid, 8 de febrero de 1995) es un deportista español que compite en saltos de trampolín.
En los Juegos Europeos de Cracovia 2023 consiguió una medalla de bronce en la prueba de equipo mixto. Participó en los Juegos Olímpicos de Tokio 2020, ocupando el vigésimo sexto lugar en la prueba individual.

## Palmarés internacional
| Juegos Europeos | Juegos Europeos   | Juegos Europeos   | Juegos Europeos |
| Año             | Lugar             | Medalla           | Prueba          |
| --------------- | ----------------- | ----------------- | --------------- |
| 2023            | Rzeszów (Polonia) | Medalla de bronce | Equipo mixto    |